# Have You Met Miss Jones?
Have You Met Miss Jones? är en populär sång från 1937. Musiken är skriven av Richard Rodgers och texten av Lorenz Hart.
Den har sjungits bland annat av Frank Sinatra, Scatman John och Robbie Williams. Williams version finns på soundtracket till filmen Bridget Jones dagbok.